# Igreja Nossa Senhora da Conceição e São José (Caxias)
A Paróquia de Nossa Senhora da Conceição e São José, a “Igreja Matriz da cidade”, como é mais conhecida, foi construída por volta de 1735. Marco inicial da fé católica na cidade, a igreja já foi palco de momentos históricos importantes na região. A exemplo disso, vêm a assinatura da adesão de Caxias a Independência do Brasil, em 1823, a Balaiada, nos anos de 1839-1840, e a realização do 1º Congresso Eucarístico Sacerdotal em 1938. O atual pároco é o padre Raimundo Rios, atualmente Vigário-geral da Diocese de Caxias do Maranhão.

## Informações adicionais
- Segundo a biblioteca do IBGE e historiadores de Caxias, a Igreja Matriz é o maior templo religioso de Caxias;[5]
- Primeira igreja a ser construída à margem direita do Rio Itapecuru;[5]
- Faz parte do Centro Histórico da cidade.[5]